# Emely
Emely [ˈɛm.ə.li] ist ein weiblicher Vorname.

## Herkunft und Bedeutung
Beim Namen Emely handelt es sich um eine englische Variante von Emily.

## Verbreitung
In den USA kam der Name vor den 1990er Jahren fast gar nicht vor. Zu Beginn der 2000er Jahre war er mäßig beliebt, mittlerweile wird er nur noch selten vergeben. Im Jahr 2021 belegte er Rang 526 der Vornamenscharts.
In Deutschland kommt der Name seit den 2000er Jahren häufiger vor. Im Jahr 2021 belegte er Rang 111 der Hitliste. Dabei wurde der Name bei etwa 62 % der Namensträgerinnen in der Schreibweise Emely vergeben, etwa 36 % tragen die Variante Emelie. Etwa 2 % der Namensträger tragen die Variante Emmely.

## Varianten
Neben Emely existieren die Varianten Emmely, Emelie und Emmelie.
Für weitere Varianten: siehe Emilia#Varianten und Emil#Varianten

## Namensträgerinnen
- Emely Woycke Drechsler (1850–1890), englische Geigerin und Musikpädagogin
- Emely Neubert (* 1988), deutsche Schauspielerin
- Emely Reuer (1941–1981), deutsche Schauspielerin, Hörspiel- und Synchronsprecherin